# Anna Poujeau
 (mars 2020).
Anna Poujeau, née en 1979, est une chercheuse française en anthropologie politique et religieuse travaillant pour le CNRS. Elle est récipiendaire de la Médaille de bronze du CNRS 2017,. Elle est depuis septembre 2020, affectée à l'Institut français du Proche-Orient à Beyrouth.

## Biographie
Anne Poujeau est née en 1979. En 2008, elle obtient son doctorat en ethnologie à l'université Paris-Nanterre. Puis, elle effectue un post-doctorat au laboratoire d’Anthropologie sociale et culturelle de l'université de Liège en Belgique. Durant cette période, Poujeau mène plusieurs enquêtes de terrains auprès de communautés chrétiennes de Syrie. 
De 2010 à 2013, elle est pensionnaire à la fondation Thiers et approfondit ses travaux sur la poésie orale associée aux funérailles des chrétiens de Syrie. En 2014, elle intègre le Centre d'études en sciences sociales du religieux (CéSor) en tant que chargé de recherche. La même année, elle écrit son premier ouvrage : Des monastères en partage. Sainteté et pouvoir chez les chrétiens de Syrie.

## Ouvrage
- Des monastères en partage. Sainteté et pouvoir chez les chrétiens de Syrie (2014). Prix spécial du jury du Prix littéraire de l'Œuvre d'Orient (2014).

- Prix Monsieur et Madame Louis-Marin 2015 de l’Académie des sciences d’outre-mer.

## Distinctions et récompenses
- Médaille de bronze du CNRS 2017